# Франсуа Куперен

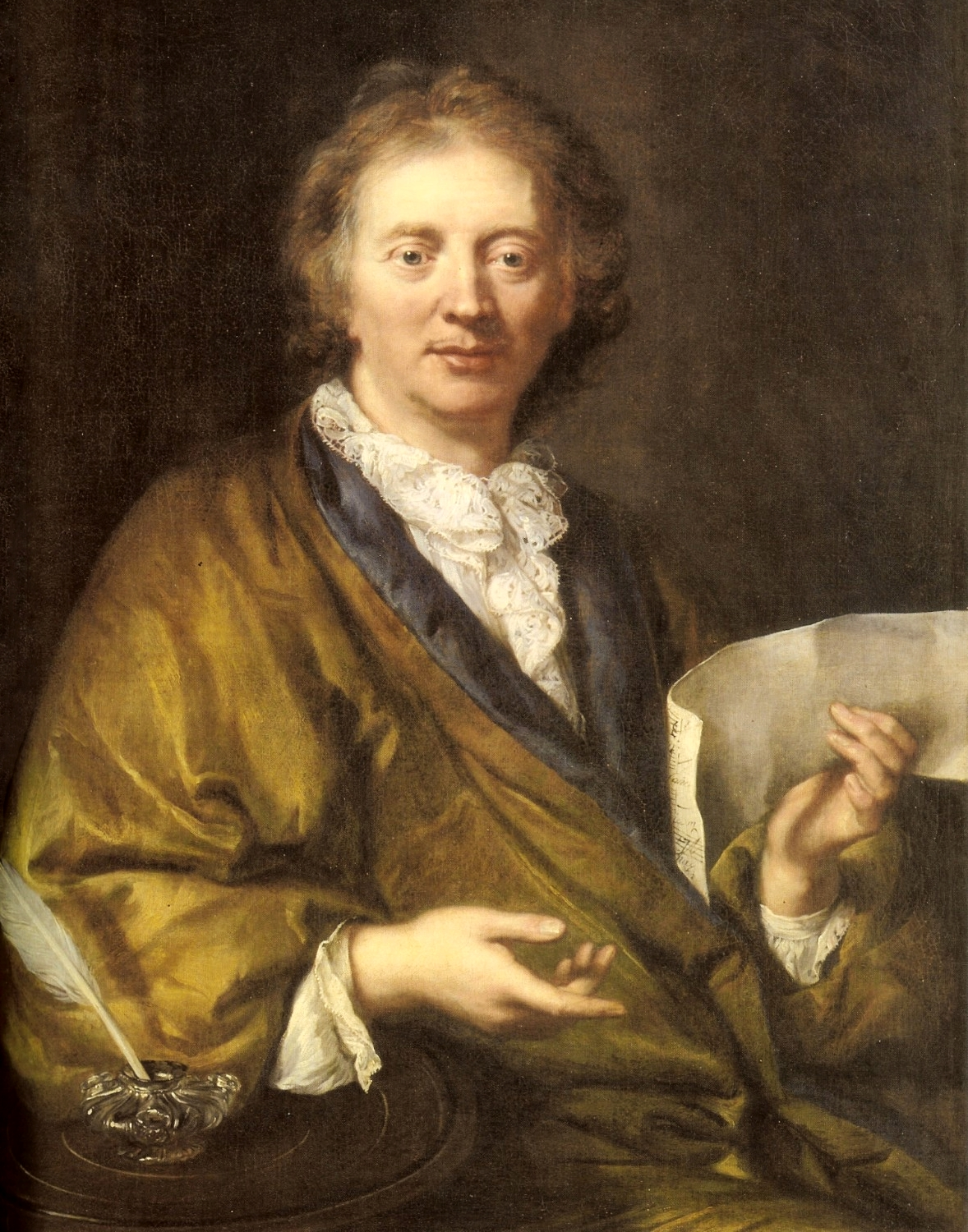
Франсуа Куперен. Портрет роботи невідомого автора

Франсуа Куперен (François Couperin, 10 листопада 1668 — 11 вересня 1733) — французький композитор, органіст і клавесиніст, представник родини, що дали Франції кілька поколінь музикантів.

## Біографія
Музикою почав займатися під керівництвом батька, Шарля Куперена, після смерті якого в 1685 році обійняв посаду органіста церкви Сен Жерве в Парижі. Через вісім років визнанням його високої майстерності стало запрошення служити придворним органістом. Починаючи з 1703 року він став також придворним клавесиністом.
В 1730 році Куперен вийшов у відставку, а місце придворного клавесиніста зайняла його дочка Маргарита Антуанетта.
Музичний стиль Куперена сформувався головним чином у традиціях французької школи клавесиністів і став вершиною клавірного мистецтва Франції барокової епохи. Творча спадщина Ф.Куперена налічує понад 250 п'єс для клавесина, більшість з яких увійшли в збірники 1713, 1717, 1722 й 1730 років.
П'єси Куперена в більшості монообразні, але їхня цілісність і характерність базуються, на відміну від композиційних принципів італійських інструментальних циклів й італійської опери, не на виділенні кола типових образів, а на нюансуванні тих або інших характерних образних штрихів, що деякою мірою властиво естетиці рококо. Більшість п'єс мають програмні заголовки, як наприклад: «Очерета», «Метелика», «Складальниці винограду», «Жниці», «Іспанка», «Кокетлива», «Бажання», «Вірність» тощо.
У порівнянні з попередниками Куперен багато ширше користується можливостями клавесина, вільніше розпоряджається звучностями у всьому його діапазоні, двома мануалами великого інструмента (на них спеціально розраховані п'єси «croisee», тобто з перехрещуваннями), всебічно розробляє клавесинову фактуру, активізує голосоведення (при визначальному значенні гомофонного складу), підсилює загальну динаміку усередині п'єси, значну приділяє увагу орнаментиці. Свій досвід Куперен узагальнив у трактаті «Мистецтво гри на клавесині» (фр. «L art de toucher le clavecin», 1716).
Окрім клавесина, Куперен також приділяв значну увагу камерному ансамблю. Ним написані в 1714—1715 роках два цикли концертів для камерних складів: «Королівські концерти» (4) і «Нові концерти» (або «Примирені смаки», 10). У передмовах до цих творів Куперен повідомляв, що вони створені для маленьких камерних концертів при дворі й виконувалися там відомими музикантами (сам він грав на клавесині). До складу ансамблю входили: скрипка, флейта, гобой, басова віола й фагот. За характером музики ці концерти, однак, подібні до п'єс для клавесина. Композиційно вони складають сюїту, їхні частини постачені програмними назвами за аналогією з тими, які зустрічаються в клавесинових ordres.
Вокальні твори у Куперена нечисленні. Найвідоміші з них — «Trois lerons de Tenebres» (1715) піснеспіви для одного й двох голосів, пов'язані з богослужіннями на страсному тижні.